# Kanje Vest
Je Je (енгл. Ye Ye; rođen kao Kan‍je Omari Vest; Atlanta, 8. jun 1977) američki je reper, pevač, tekstopisac, muzički producent i modni kreator. Početkom 2000-ih stekao je slavu kao muzički producent za Roc-A-Fella Records, gde je radio na singlovima za nekoliko istaknutih izvođača i razvio producentski stil koji je u velikoj meri koristio soul muziku stare škole. Sa namerom da nastavi solo karijeru kao reper, izdao je svoj debitantski studijski album, The College Dropout (2004), koji je ostvario kritički i komercijalni uspeh. Iste godine osnovao je diskografsku kuću GOOD Music. Koristio je različite muzičke elemente kao što su orkestar, sintisajzer i ototjun na albumima Late Registration (2005), Graduation (2007) i 808s & Heartbreak (2008). Petim i šestim albumom, My Beautiful Dark Twisted Fantasy (2010) i Yeezus (2013), ponovo je ostvario kritički i komercijalni uspeh. Potom je diverzifikovao svoje muzičke stilove na albumima The Life of Pablo (2016) and Ye (2018) i istraživao hrišćansku i gospel muziku na albumu Jesus Is King (2019). Deseti album, Donda (2021), ostvario je komercijalni uspeh ali dobio pomešane kritike. Takođe je objavio dva albuma na kojima su mu se pridružili Jay-Z i Kid Cudi — Watch the Throne (2011) i Kids See Ghosts (2018).
Sa preko 160 miliona prodatih ploča, jedan od najprodavanijih izvođača na svetu. Dobitnik je 24 nagrade Gremi i 75 puta je bio nominovan, što ga stavlja na deseto mesto po broju osvojenih nagrada Gremi.

## Život i rana karijera
Kan‍je Vest je roden u Atlanti, Džordžija, gde je živeo sa svojim roditeljima. Kada je napunio tri godine, roditelji su mu se razveli i on se sa svojom majkom odselio u Čikago. Njegov otac je Rej Vest, bivši Crni Panter, jedan od prvih crnih fotoreportera u casopisu Atlanta Journal-Constitution,a sada savetnik u protestantskoj crkvi. Vestova majka, Dr. Donda Vest, je bila profesor engleskog jezika na univerzitetu Klark i šefica katedre Engleskog jezika na Čikaškom državnom univerzitetu (Chicago State University) pre nego što se penzionisala i postala Vestov menadžer. Odgajan je u porodici srednje klase, išao u srednju školu Polaris u predgrađu Ouk Louna (engl. Oak Loan) u Ilinoisu pošto se sa majkom preselio iz Čikaga. Vest navodi da se njegova ženstvena strana ličnosti razvila zahvaljujući tome što ga je odgojila majka. Kada su ga pitali o ocenama u srednjoj školi, Vest je odgovorio:Imao sam petice i četvorke. A nisam se ni trudio.
Vest je posle srednje škole pohadao časove umetnosti na Američkoj Akademiji Umetnosti (engl. American Academy of Art), čikaškoj umetničkoj školi i upisao se na Čikaški državni univerzitet, ali se ubrzo ispisao, jer je odlučio da se fokusira na svoju muzičku karijeru. Dok je pohađao školu, Vest je ujedno i producirao muziku za lokalne autore kao što su Džej Zi (Jay-Z), Talib Kvejli (Talib Kweli), Kem'ron (Cam'ron), Pol Vol (Paul Wall), Komon (Common), Mob Dip (Mobb Deep), Džermejn Dupri (Jermaine Dupri), Skarfejs (Scarface), Gejm (The Game), Ališa Kiz (Alicia Keys), Dženet Džekson (Janet Jackson), Džon Ledžend (John Legend) i drugi. Sem toga, producirao je bez potpisa i pesme za svog mentora Derika Anđeletija (Deric Angelettie) i za repera Naza (Nas).

## Karijera
Vestov zvuk je bio veoma primećen na Jay-Z-jevom popularnom albumu The Blueprint, koji je izašao 11. septembra 2001. Njegov potpis se može naći na hit-singlu sa tog albuma -- "Izzo (H.O.V.A.)," kao i "Heart of the City (Ain't No Love)", a vidi se i na pesmi u kojoj Jay-Z dissuje Nas-a i Mobb Deep-a koja se zove "Takeover"; Vest je radio i sa Nas-om i sa Mobb Deepom posle snimanja ove pesme. Vest je uskoro postao ozbiljan igrač na hip-hop sceni, ali je imao problema da pronađe nekog kod koga bi mogao da potpiše ugovor za ploču. Čak je i Jay-Z priznao da se njegova izdavačka kuća, Roc-A-Fella nećkala oko toga da li da podrži Vesta kao repera, misleći o njemu prvenstveno kao o producentu. 
Vest je 23. oktobra 2002. učestvovao u saobraćajnoj nesreći u kojoj je umalo umro, vraćajući se iz studija. Ta nezgoda ga je inspirisala da napiše svoj prvi singl "Through the Wire". Vestova vera u Boga je očevidna u mnogim pesmama, kao "Jesus Walks", i te pesme su postale okosnica njegovih dobrotvornih nastupa kao što je koncert Live 8. Neke od ovih pesama su izašle na njegovom debi-albumu The College Dropout, koje je izdala kuća Roc-A-Fella Records u februaru 2004., a taj album mu je doneo svetsku slavu.
Radi promene pravca, tokom 2005., Vest je započeo saradnju sa američkim filmskim kompozitorom Džonom Brajonom (Jon Brion). Njihova saradnja je izrodila Vestov drugi, eklektičniji album Late Registration, koji je izdat 30. avgusta 2005. Kao i svoj prethodnik, ovaj album je postigao neverovatnu slavu među kritičarima. Late Registration je dostigao vrh lestvice na top-listama nebrojenih kritičara i proglašen je za album godine od strane mnogih štampanih izdanja, uključujući i USA Today, Spin, and Time. Časopis Roling Stoun (Rolling Stone) je nagradio album najvišom pozicijom na njihovoj godišnjoj top-listi i proglasila ga velikodušnim, apsurdno virtuoznim hip-hop klasikom Late Registration je postigao i veliki komercijalni uspeh – 860.000 kopija je prodato samo u toku prve nedelje, pa se album ’’popeo’’ na prvo mesto na ’’Billboard 200’’ listi. Ovaj album je osvojio osam Gremi nominacija, uključujući i nominaciju za ’’Album godine’’ i ’’Pesmu godine’’ za pesmu ’’Gold Digger’’ Album je proglašen trostrukim platinastim albumom.
U martu 2007., Vest i njegov otac Rej Vest su podržali Svetski dan vode (World Water Day) tako što su organizovali skup ’’Šetnja za vodu’’. 7. jula 2007, Vest je nastupao sa Polisom (The Police) i Džon Majerom (John Mayer) na Live Earth koncertu u Njujorku.
U julu 2007. Vest je pomerio izdavanje svog novog albuma ’’Graduation’’ sa 18. na 11. septembar 2007, na isti dan kada je trebalo da bude izdat album 50 Senta (50 cent), Kurtis Curtis. 50 Sent je tom prilikom tvrdio da ako Vestov album bude prodat u više kopija nego njegov, 50 Sent će prestati da izdaje ploče. Vestov album je proglašen po izdavanju za dvostruko platinasto izdanje. Gosti na albumu su mu bili Ti Pejn (T-Pain), Moz Def (Mos Def) i Lil Vejn (Lil Wayne).
| „ | Kada sam čuo za čitavu stvar o debati povodom izdavanja albuma, pomislio sam da je to jedna od najglupljih stvari koju sam čuo. Kada moj i 50 Sentov album izađu, dobićete mnogo dobre muzike odjednom. | ” |

9. septembra 2007, Vest je nastupio na 2007 MTV Video Music Awards, i izgubio u svakoj kategoriji za koju je bio nominovan i dao gnevan govor potom. Posle ovakvog debakla, Vest je nominovan u 8 Gremi kategorija za pedesetu godišnjicu Gremi nagrada. Osvojio je četiri nagrade, uključujući i nagradu za Najbolji rep album za ’’Graduation’’, Najbolji rep solo performans za pesmu Stronger "Stronger" sa albuma Graduation. Tokom četvoročasovnog prenosa dodele Gremi nagrada, Vest je izveo dve pesme – ’’Stronger’’ sa Deft Pankom (Daft Punk) i pesmu ’’Hey Mama’’(u čast svoje nedavno preminule majke).
16. aprila 2008. Vest je započeo svoju Glow In The Dark turneju u Sijetlu u Ki Areni (Key Arena). Turneja je trebalo da se završi u Sinsinatiju u junu, ali je produžena do avgusta. Tokom turneje Vestu su se pridružile različite grupe i autori koji su nastupali pre njega, kao što su lupe Fijasko (Lupe Fiasco), Rijana (Rihanna), N.E.R.D, DJ Craze i Gnarls Barkli (Gnarls Barkley). 7. septembra, Vest je izdao novu pesmu ’’Love Lockdown’’ na dodeli 2008 MTV Video Music Awards. ’’Love Lockdown’’ je pesma u kojoj Vest nije repovao, već samo pevao koristeći auto-tjun uređaj. Ova pesma se pojavila na Vestovom četvrtom studijskom albumu ’’808’s & Heartbreak’’. Novi album je trebalo da izađe 16. decembra, ali je na kraju izdat 24. novembra i na albumu je izašao i drugi singl -- "Heartless". Ovaj album predstavlja još jedno Vestovo ostvarenje na vrhu top-lista, bez obzira što je tokom prve nedelje od izdavanja albuma prodaja bila nešto slabija od ’’Graduation’’-a sa 450.145 prodatih kopija. 23. novembra, Vest je nastupio na dodeli American Music Awards pored Ališe Kiz, Rijane, Tejlora Svifta (Taylor Swift), Leone Luis (Leona Lewis) i drugih. Iste noći je osvojio dve AMA nagrade, uključujući nagradu za Omiljeni rep/hip-hop album za ’’Graduation’’ i nagradu za Omiljenog rep/hip-hop umetnika. 
U januaru 2009, Kan‍je Vest je nastupio na Omladinskom inauguracionom balu, koji je organizovao MTV povodom Obamine inauguracije. 
U aprilu 2009, Vest je izdao pesmu ’’Hurricane’’ sa bendom 30 Seconds To Mars, i ta pesma će se pojaviti na njegovom novom albumu ’’This is War’’.

## Kontroverze
Vest je bio upleten u nekoliko kontroverzi tokom svoje karijere. 2. septembra 2005, tokom dobrotvornog koncerta povodom skupljanja novca za žrtve uragana Katrina koji se prenosio preko televizije NBC, Vest je bio jedan od govornika. Tokom svog govora, Vest je počeo odstupati od svog scenarija. Glumac Majk Majers (Mike Myers), sa kim je Vest bio u tandemu, je govorio za njim i nastavio da čita scenario. Kada je bio red na Vesta da govori ponovo, on je rekao ’’Džordž Buš ne haje za crnce.’’ U ovom momentu je producent Rik Kaplan isključio mikrofon i prebacio kameru na Kris Takera (Chris Tucker) koji nije bio svestan ovog reza prvih par sekundi. Ipak, Vestov komentar je stigao do većine domova u Sjedinjenim Državama. U januaru 2006, Vest je ponovo započeo kontroverze kada se pojavio na naslovnici časopisa Rolling Stone obučen kao Isus i noseći venac od trnja. Kasnije, tokom 2006, Vest je započeo niz incidenata na dodelama muzičkih nagrada. Posle objavljivanja nominacija za dodele Gremi nagrada 2006, Vest je izjavio da će ’’imati problem’’ ako ne bude osvojio nagradu za Najbolji album godine dodavši da ga ’’nije briga, ma koliku štetu budem napravio, ne možete mi uzeti trud koji sam uložio u stvaranje ovog albuma. Neću da slušam te politički korektne stvari.’’ 2. novembra 2006, kada njegov spot ’’Touch the Sky’’ nije dobio nagradu za Najbolji spot na dodelama evropskih MTV muzičkih nagrada, Vest se popeo na binu dok su pobednici, Justice i Simian dobijali nagradu i raspravljao se o tome kako bi on trebalo da dobije to priznanje. Pošto su stotine medija iskritikovale ovaj Vestov ispad, on se javno izvinio tokom svog nastupa sa U-2 u Brizbejnu u Australiji. 9. Septembra 2007, tokom emisije ’’Saturday Night Live’’, Vest je nagovestio da njegovo rasno poreklo igra ulogu u tome što nije izabran da otvori 2007 MTV Video Music Awards (VMA), i zato što je MTV izabrao Britni Spirs (Britney Spears). Tom prilikom je izjavio,’’možda moja koža nije dobra.’’ Vest je nastupao na ovom događaju i te večeri je izgubio svih pet nagrada za koje je bio nominovan. Posle nastupa, bio je vidno uznemiren pošto je izgubio na dodeli VMA dve godine za redom i izjavio da se neće vraćati na MTV ikada više. Potom se pojavio na nekoliko radio stanica i izjavio da, kada je pravio pesmu ’’Stronger’’, njegov je san bio da otvori VMA tom pesmom. Dalje, rekao je da Spirsova nije imala nijedan hit već duže vremena i da je MTV koristi samo da bi povećao gledanost. U septembru 2009, dokom 2009 MTV Video Music Awards dok je Tejlor Svift (Taylor Swift) primala svoju nagradu za Najbolji ženski spot, Vest se popeo na binu i uzeo joj mikrofon i rekao da je spot Bijonsi Nouls (Beyoncé) za pesmu "Single Ladies (Put a Ring on It)", koji je isto bio nominovan – jedan od najboljih spotova ikad snimljenih. Ubrzo je sklonjen sa bine i izbačen iz daljeg programa zbog svog ponašanja. Kada je, potom Bijonsi dobila nagradu za Najbolji spot godine za istu pesmu, pozvala je Sviftovu da završi svoj govor. Vest je zbog svog ispada bio kritikovan od strane velikog broja slavnih ličnosti, i od strane američkog predsednika Baraka Obame, koji je nazvao Vesta ’’magarcem’’ u jednom nezvaničnom komentaru. Vest se izvinio na svom blogu u dva navrata, jednom – odmah posle incidenta, a drugi put posle nastupa na The Jay Leno Show, 14. septembra, gde se još jednom izvinio. Posle nastupa Tejlor Svift u emisiji The View, dva dana posle incidenta – Vest ju je pozvao da se lično izvini. Sviftova je rekla da je prihvatila njegovo izvinjenje.

## Diskografija

### Studijski albumi
- (2004)
- (2005)
- (2007)
- (2008)
- (2010)
- (2013)
- (2016)
- (2018)
- (2019)
- (2021)

### Zajednički albumi
- (2011) (i Jay-Z)
- (2018) (i Kid Cudi, kao Kids See Ghosts)
- Vultures 1 (2024) (i Ty Dolla $ign, kao ¥$)
- Vultures 2 (2024) (i Ty Dolla $ign, kao ¥$)

### Kompilacijski albumi
- (2012) (uz GOOD Music)

### Demo albumi
- (2022)

## Turneje

### Predvodeće
- (2004)
- (2005—2006)
- (2008)
- (i ) (2011—2012)
- (2013—2014)
- (2016)

### Propratne
- (i Ашер) (2004)
- (i ) (2005—2006)
- (i ) (2006)

## Knjige
- (2007)
- (2009)
- (2009)
- (2009)

## Napomene
1. 1 2  Krajem 2021. zvanično je promenio ime Kan‍je Omari Vest (енгл. Kanye Omari West) u Je (енгл. Ye). U junu 2025, ponovo je promenio ime, dodavši još jedno Je na ime

## Spoljašnje veze
- Kan‍je Vest na veb-sajtu
- Kan‍je Vest na veb-sajtu  (jezik: engleski)
- Kan‍je Vest na veb-sajtu  (jezik: engleski)
- Kan‍je Vest na veb-sajtu  (jezik: engleski)
- Kan‍je Vest na veb-sajtu  (jezik: engleski)